# 白ナイル州
白ナイル州（しろナイルしゅう、アラビア語: النيل الأبيض、al-Nīl al-Abyaḍ）は、スーダンの州。白ナイル川沿いに位置する。面積は30,411km2、2018年推計の人口は2,493,900人。州都はラバク、他にクースティー、エッドエイムも白ナイル州に属する。
1937年に白ナイル州に建設されたジャバル・アウリアダムはスーダンで2番目に古いダムである。ジャバル・アウリアダムは高い発電能力を持ち、ダムの建設によって白ナイル川の河床勾配の高低差が小さくなったために上流のジュバとの河川交通が活性化した。